# Carnival Encounter
El Carnival Encounter (anteriormente conocido como Star Princess y Pacific Encounter)  es un crucero de la clase Grand operado actualmente por Carnival Cruise Line, filial del grupo Carnival Corporation & plc. Originalmente fue entregado en 2002 como Star Princess a la naviera Princess Cruises por el constructor naval italiano Fincantieri, siendo el segundo barco en la historia de Princess en operar con ese nombre. Fue el tercer barco de la clase Grand que se agregó a la flota, después de los Grand Princess y Golden Princess. 
En 2018, el grupo Carnival anunció que el Star Princess se transferiría a P&O Cruises Australia para adaptarse a los planes de expansión de P&O en Oceanía; sin embargo, en medio de la pandemia de COVID-19 y su posterior impacto en el turismo, Carnival Corporation aceleró la transferencia de la embarcación y el Star Princess se unió a la flota de P&O en 2020, un año antes de lo previsto. Tras una renovación y cambio de nombre a Pacific Encounter, debutó en agosto de 2022, en plena reanudación de operaciones por etapas de P&O. Desde marzo de 2025, forma parte de la flota de Carnival como Carnival Encounter, junto a su gemelo.